# Accidentul aviatic de la Chișinău din 2008
În ziua de vineri, 11 aprilie 2008, în apropierea aeroportului din Chișinău, a avut loc prăbușirea avionului de transport An–32, al companiei sudaneze Kata Air Transport, ducând la moartea celor 8 persoane de la bord..

## Echipaj
Avionul a fost asamblat în 1992, și avea numărul matricol ST-AZL.
La bord avea următorul echipaj:
- Instructorul-comandant: V. Burghelo
- N. Dmitrișin
- A. Moiseenko
- V. Vdovenko
- V. Krasilnikov
- A. Voloșciuc
- V. Gaiduc
- A. Tihonov